# Aeroportul Esquel
Aeroportul Esquel (IATA: EQS, ICAO: SAVE) este un aeroport din Provincia Chubut, Argentina ce deservește zona Esquel⁠(d). Aeroportul a fost tranzitat în decembrie 2022 de 6.800 de pasageri.
Situat la o altitudine de 798 m, aeroportul dispune de o singură pistă. Este operat de Aeropuertos Argentina⁠(d).